# Thomas J. Word
Thomas Jefferson Word (* 6. Februar 1805 in Mount Airy, Surry County, North Carolina, Vereinigte Staaten; † 25. Mai 1890 in Palestine, Anderson County, Texas, Vereinigte Staaten) war ein US-amerikanischer Politiker. Zwischen 1838 und 1839 vertrat er den ersten Wahlbezirk des Bundesstaats Mississippi im US-Repräsentantenhaus.

## Werdegang
Über das Leben und Wirken von Thomas Word ist nicht viel bekannt. Er wurde um das Jahr 1809 in North Carolina geboren, studierte Jura und arbeitete auch in diesem Beruf. Politisch wurde er Mitglied der Whig Party. Im Jahr 1832 war er Abgeordneter im Repräsentantenhaus von North Carolina.
Nach seinem Umzug nach Mississippi ließ er sich in Pontotoc nieder. Auch in seiner neuen Heimat war Thomas Word politisch sowohl auf lokaler als auch auf Staatsebene aktiv. Bei den Kongresswahlen des Jahres 1836, bei denen noch beide damals dem Staat Mississippi zustehenden Abgeordnete im ganzen Staat gewählt wurden, war es zu Unregelmäßigkeiten gekommen. Bei diesen Wahlen waren Samuel Jameson Gholson und John Claiborne in das US-Repräsentantenhaus gewählt worden. Gegen beide Wahlergebnisse wurde Beschwerde eingereicht und der Kongress erklärte am 5. Februar 1838 die Wahlen für ungültig. In der Folge wurden Neuwahlen angesetzt, bei denen Thomas Word und Seargent Smith Prentiss gewählt wurden. Damit konnte Word am 30. Mai 1838 sein Mandat im Kongress antreten, das er bis zum Ende der Legislaturperiode am 3. März 1839 ausübte. Bei den nächsten regulären Kongresswahlen wurde er nicht bestätigt. Sein Mandat fiel dann an den Demokraten Jacob Thompson. Zusammen mit dem gleichzeitig gewählten Seargent Prentiss und Patrick W. Tompkins, der zwischen 1847 und 1849 den dritten Distrikt von Mississippi im Kongress vertrat, war Thomas Word einer der nur drei Whigs, die jemals für diesen Staat in das US-Repräsentantenhaus gewählt wurden.
Nach dem Ende seiner Zeit im Kongress zog sich Thomas Word aus der Politik zurück und arbeitete wieder als Rechtsanwalt. Im Jahr 1854 zog er in das Anderson County in Texas. Dort verliert sich seine Spur. Sein Sterbedatum und Sterbeort sind nicht bekannt. Thomas Word war der Ur-Großonkel des Schriftstellers William Faulkner.